# Tasiusaq Helistop
Tasiusaq Helistop (IATA: , ICAO: BGTA) er en grønlandsk flyveplads beliggende i Tasiusaq ved Upernavik med et asfaltlandingsområde på 18 m x 27 m. I 2008 var der 256 afrejsende passagerer fra flyvepladsen fordelt på 60 starter (gennemsnitligt 4,27 passagerer pr. start).
Tasiusaq Helistop drives af Mittarfeqarfiit, Grønlands Lufthavnsvæsen. Statens Luftfartsvæsen fører tilsyn med flyvepladsen.

## Eksterne links
- AIP for BGTA fra Statens Luftfartsvæsen Arkiveret 8. marts 2012 hos  Wayback Machine